# Xiuxi
Xiuxi är en ort i Kina. Den ligger i provinsen Hunan, i den södra delen av landet, omkring 260 kilometer väster om provinshuvudstaden Changsha.
Runt Xiuxi är det ganska tätbefolkat, med 230 invånare per kvadratkilometer. Närmaste större samhälle är Chenyang, 12,7 km väster om Xiuxi. I omgivningarna runt Xiuxi växer huvudsakligen savannskog.
Genomsnittlig årsnederbörd är 1 960 millimeter. Den regnigaste månaden är maj, med i genomsnitt 337 mm nederbörd, och den torraste är december, med 48 mm nederbörd.